# Due sballati al college
Due sballati al college (How High) è un film commedia del 2001 diretto da Jesse Dylan.
Considerato per certi versi una sorta di seguito di Animal House, dal quale vengono prese in prestito molte scene e rilette in chiave moderna le tematiche, tra le quali, la più importante, la difficile integrazione nella società degli afroamericani.

## Trama
La storia si incentra su due fumatori d'erba, Silas e Jamal. Quando l'amico Ivory muore, Silas fa uso delle sue ceneri come fertilizzante per un nuovo lotto di marijuana. Prima di sostenere il Testing for Higher Credentials per l'ingresso al college (parodia del SAT Reasoning Test che richiama nelle iniziali il principio attivo della cannabis THC), incontra Jamal. Entrambi vorrebbero fumare della marijuana ma hanno bisogno l'uno dell'aiuto dell'altro; iniziano così la loro amicizia.
Poiché la pianta di cui fumano le foglie è stata concimata con le ceneri di Ivory, il suo fantasma appare ai due amici e li aiuta nel test facendoli passare con punteggio pieno. Nonostante i risultati eccellenti le università sono restie ad offrire una borsa di studio ai due, e anche loro non si dimostrano particolarmente entusiasti. Il preside Huntley, alla fine, suggerisce ai due di entrare all'università di Harvard. I due accettano l'offerta e continuano a usare l'erba "magica" per avere successo, ottenendo risultati sempre più grandiosi.
Nella frequentazione del campus universitario, conoscono diversi studenti interessanti, come Tuan, un bambino prodigio asiatico, Bart, il capitano snob della squadra di canottaggio e Jeffrey, loro compagno di stanza obbligato a compiere atti umilianti per poter accedere a una confraternita.
Jamal si innamora della figlia del vicepresidente degli Stati Uniti, e inizia una rivalità con Bart nelle discipline sportive. Silas affronta un rapporto turbolento con Lauren. Ma la fortuna presto finisce quando la guardia volontaria Gerald, ruba l'erba dei due lasciando solo qualche piccola foglia. Con il "cespuglio di Ivory" ora scomparso, i due provano a studiare per restare all'università, ma la cosa è più dura del previsto e non ottengono i successi sperati, perciò iniziano a cercare altri resti, prendendo quelli di John Quincy Adams, ma la cosa non funziona.
Utilizzando gli ultimi resti di Ivory, Silas inventa un siero della verità, nel tentativo di ottenere una A in botanica, aggiudicandosi un 2.0 GPA per continuare a soggiornare all'università e guadagnare così una borsa di studio. Infine, Benjamin Franklin, il cui bong è stato scoperto da Lauren, sembra tenere una sorta di riunione per ex alunni, dove è presente anche Ivory, che convince la congregazione del fatto che Silas e Jamal dovrebbero rimanere ad Harvard.

## Accoglienza
2 sballati al college è apparso alla terza posizione nella classifica dei "Migliori film stoner", stilata dalla rivista Entertainment Weekly.
All'edizione 2002 degli Stony Awards si è aggiudicato il premio per la categoria "Miglior Film Stoner".

## Sequel
Nell'ottobre 2008, Redman annunciò che un seguito era in avanzata produzione, sottolineando che "vogliamo rappresentare tutti i fumatori" ritenendo che il primo film non avesse fatto abbastanza giustizia ai fumatori d'erba. A un anno di distanza, nel 2009, Redman spiegò che a causa di motivi legati al finanziamento, la Universal Pictures aveva ritardato lo stanziamento dei fondi ritardando a data da destinarsi l'uscita del film.